# إيرني غونزاليس
إيرني غونزاليس (بالإنجليزية: Ernie Gonzalez)‏ هو لاعب غولف أمريكي، ولد في 19 فبراير 1961 في سان دييغو في الولايات المتحدة.

## وصلات خارجية
- إيرني غونزاليس على موقع رابطة لاعبي الغولف المحترفين (الإنجليزية)
- إيرني غونزاليس على موقع التصنيف العالمي الرسمي للغولف (الإنجليزية)